# هرماس وبري
هرماس وبري (الاسم العلمي:Hermas villosa) هو نوع من النباتات يتبع جنس الهرماس من الفصيلة الخيمية.